# Іодзіма (Каґосіма)
Іодзіма (яп. 硫黄島), або Сацума Іодзіма (яп. 薩摩硫黄島) чи Токара Іодзіма (яп. 吐噶喇硫黄島) — один з островів Сацунан, зазвичай його відносять до островів Осумі; належить до префектури Каґосіма, Японія. Разом з Такесімою та Куросімою, утворює село, розміщене на трьох островах, Місіма. Острів має площу 11,65 км2 та населення 125 людей (станом на 2020).

## Географія

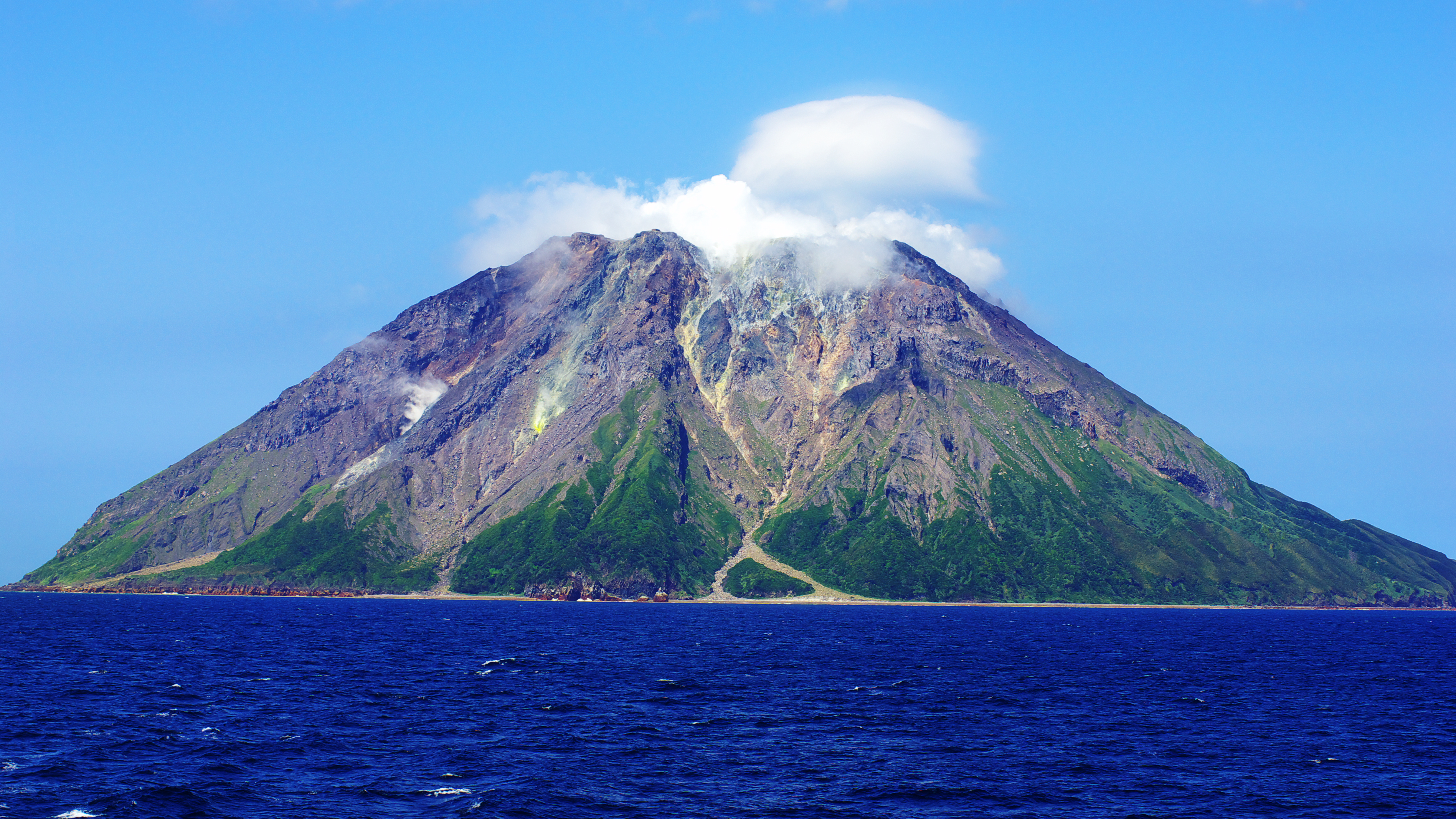
Гора Іодаке. Травень 2015 р. Знімок зроблений зі сходу.

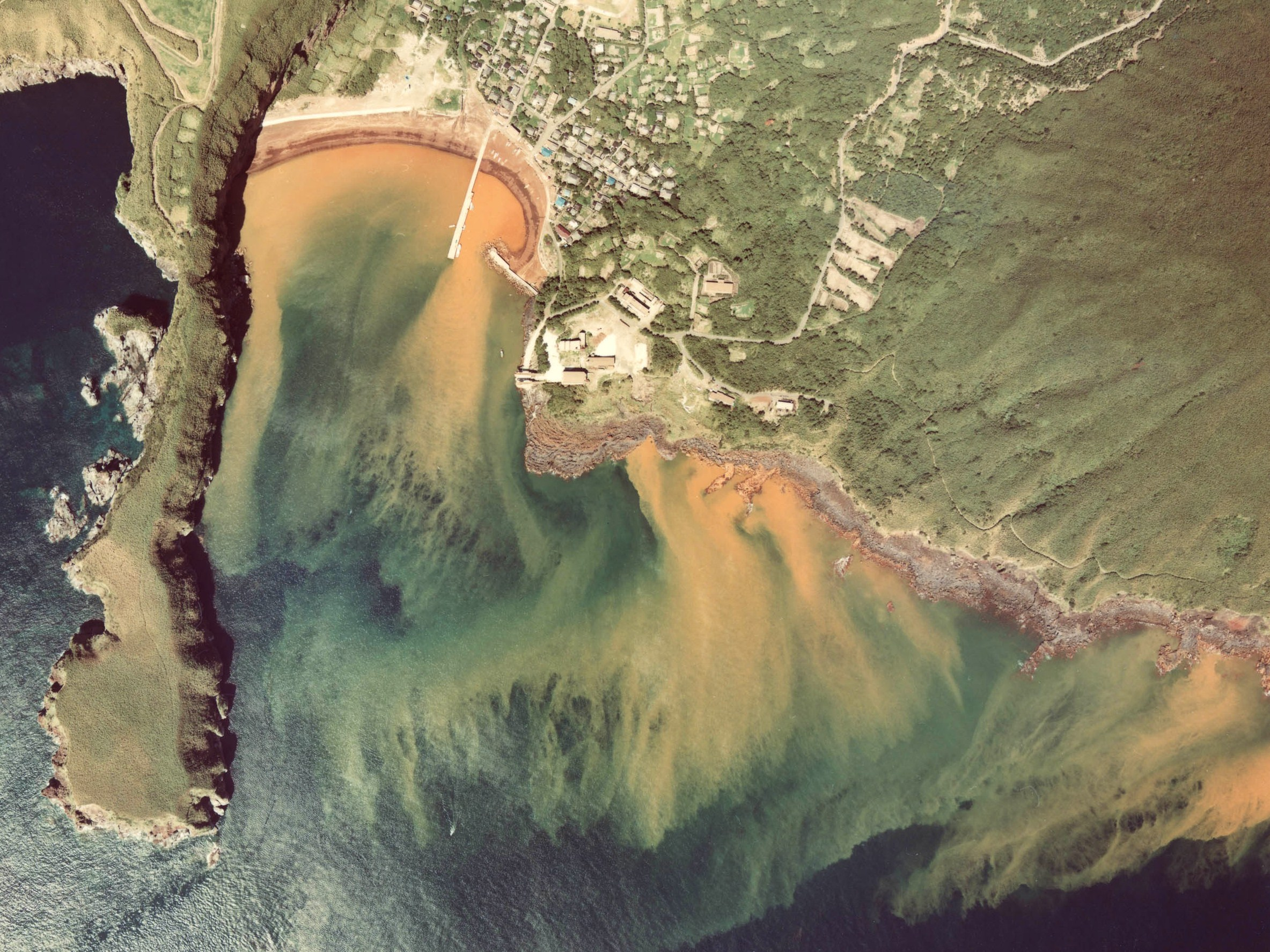
Знімок порту Сацума Іодзіма з повітря (1977). Вода має червонувато-коричневий колір завдяки гарячим джерелам з високим вмістом заліза на дні порту.Copyright © National Land Image Information (Color Aerial Photographs), Ministry of Land, Infrastructure, Transport and Tourism of Japan.

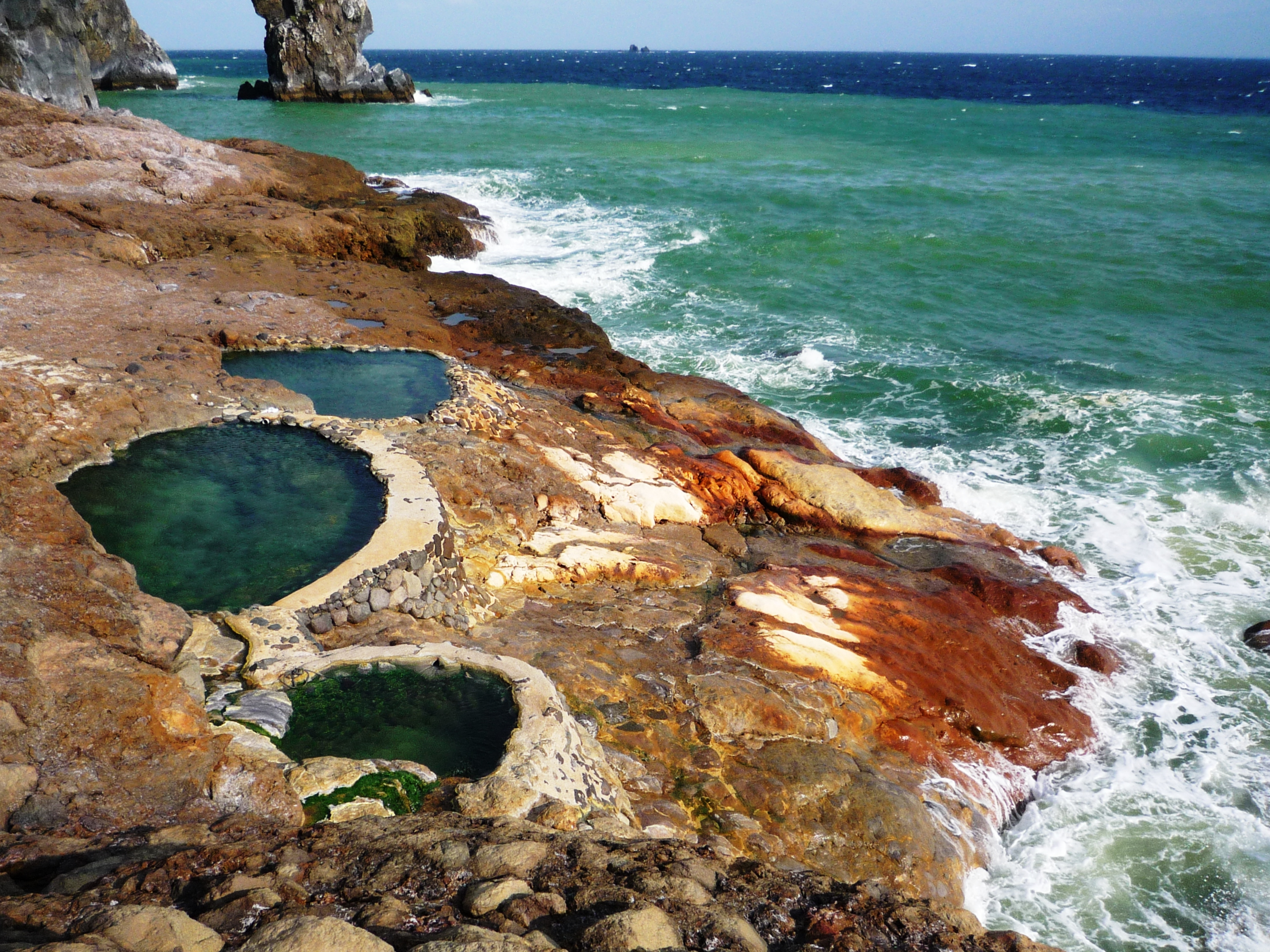
Хіґаші онсен.

Іодзіма є одним з островів Осумі і знаходиться в 110 км на південь від міста Каґосіми. Острів має площу 11,65 км2, довжину 5,5 км зі сходу на захід і ширину 4 км з півночі на південь.
Іодзіма має вулканічне походження і є північним краєм кальдери Кікай, стратовулкану, що піднімається з дна океану до 703,7 метрів над рівнем моря у найвищій точці (гора Іодаке). Кальдера Кікай зарахована до класу А за вулканічною активністю. Цей вулкан постійно вивергається, виділяючи величезну кількість діоксиду сірки, що завдає шкоди сільськогосподарській продукції. В порті Іодзіми присутні гарячі джерела з високим вмістом заліза, що реагує з киснем у воді, через що вода має червонувато-коричневий колір. Через сірку морська зона навколо острова має жовтий колір. Це призвело до назви "Сірчаний острів".
На східному березі острова є гаряче джерело-онсен Хіґаші.
Наприкінці жовтня — на початок листопаду 2023 року, поблизу острова Іводзіма в Тихому океані, після підводного виверження вулкана, народився острів, який почав спостерігатися з космосу. Супутникові зображення, які оприлюднило Європейське космічне агентство (ESA), показали нову сушу приблизно 330 футів (100 м) завширшки та до 66 футів (20 м) заввишки, яка розташована приблизно в 0,6 милі (1 кілометр) від узбережжя японського острова Іводзіма.  
Клімат Іодзіми класифікується як субтропічний, сезон дощів з травня по вересень.
Невеликий незаселений острів Шова Іодзіма знаходиться на 2 км північніше від Іодзіми.

## Історія
Історично Іодзіма — це один з островів призначених для вигнання, і, ймовірно, згаданий у Хейке моноґатарі. Хоча серед островів Рюкю є й інші острови, які стверджують, що Хейке моноґатарі згадує саме про них.
Протягом періоду Едо острів Іодзіма був частиною домену Сацума і знаходився під управлінням повіту Кавабе. У 1896 році острів був переданий під адміністративний контроль повіту Осіма, Каґосіма, а з 1911 року входив до села Тосіма, Каґосіма. У 1946-1952 роках південні сім островів групи Тосіма, що належать до архіпелагу Токара, потрапили під адміністрацію США (частина Тимчасового уряду Північних островів Рюкю); однак, оскільки Іодзіма знаходиться на північ від 30° пн. ш., острів залишився японською територією і потрапив під управління села Місіма префектури Каґосіма.

## Транспорт
Існує поромне сполучення з містом Каґосіма, пором курсує двічі на тиждень, час у дорозі — приблизно 3 години. Аеропорт Сацума Іодзіма був відкритий у 1973 році спільно з розвитком курорту корпорацією Yamaha. Право власності на аеропорт було передано селу Місіма після закриття курорту в 1994 році, однак регулярних рейсів немає.

## Економіка
З періоду Мейдзі видобуток сірки та діоксиду кремнію були важливими для місцевої економіки. Однак шахта закрилася в 1964 році через посилення вулканічної активності та велике падіння цін через дешевший імпорт. Населення острова, яке в 1960 році досягло 604 осіб, до 1970 року внаслідок закриття шахти скоротилося до 186. У жовтні 1973 року корпорація Yamaha створила курортний комплекс на острові, але підприємство збанкрутувало в квітні 1983 року. Павичі, привезені як прикраса для готелю, стали дикими і їх можна зустріти по всьому острову. Нинішньою економічною основою острова є в рибальство, сільське господарство та сезонний туризм.

## Зовнішні посилання
- Satsuma-Iojima [Архівовано 14 червня 2021 у Wayback Machine.] — Japan Meteorological Agency (японською)
- Satsuma-Iojima: National catalogue of the active volcanoes in Japan (PDF). Архів оригіналу (PDF) за 29 листопада 2020. Процитовано 21 листопада 2020. — Japan Meteorological Agency
- Satsuma-iojima [Архівовано 23 вересня 2021 у Wayback Machine.] — Geological Survey of Japan
- Kikai [Архівовано 15 січня 2021 у Wayback Machine.] — Geological Survey of Japan
- Kikai: Global Volcanism Program [Архівовано 30 листопада 2020 у Wayback Machine.] — Smithsonian Institution